# Christopher Jullien
Christopher Jullien (Lagny-sur-Marne, 22 marzo 1993) è un calciatore francese, difensore del Montpellier.

## Carriera

### Club

#### Auxerre
Dopo aver militato per sei anni nella squadra giovanile dell'Auxerre, nel 2011 passa in prima squadra, dove l'esordio arriva il 24 agosto 2012, nel match di campionato vinto 2-1 contro il Laval. Quattro giorni dopo fa il suo esordio in Coupe de la Ligue, contro il Dijon (vinto 2-1), facendo il suo primo gol da giocatore professionistico che porta la sua squadra alla vittoria. Il suo primo gol in campionato avviene contro il Clermont, match vinto 2-1.

#### Friburgo e Tolosa
A fine anno non viene rinnovato dal club francese e il 26 giugno 2013 passa a parametro zero alla squadra tedesca del Friburgo.
L'esordio con il Friburgo II, militante nella Fußball-Regionalliga (Germania), avviene contro il TuS Koblenz (1-1), rimediando un cartellino giallo. Il suo primo gol nei Breisgau-Brasilianer avviene contro l'Hoffenheim II, match vinto 3-1.
Il 9 giugno 2016 firma un contratto di quattro anni con il Tolosa.

### Nazionale
Partecipa con la Nazionale francese ai Mondiali Under-20 del 2013, vincendolo, anche se non entra mai in campo.

## Statistiche

### Presenze e reti nei club
Statistiche aggiornate al 1º gennaio 2025.
| Stagione           | Squadra            | Campionato         | Campionato | Campionato | Coppe nazionali | Coppe nazionali | Coppe nazionali | Coppe continentali | Coppe continentali | Coppe continentali | Altre coppe | Altre coppe | Altre coppe | Totale | Totale |
| Stagione           | Squadra            | Comp               | Pres       | Reti       | Comp            | Pres            | Reti            | Comp               | Pres               | Reti               | Comp        | Pres        | Reti        | Pres   | Reti   |
| ------------------ | ------------------ | ------------------ | ---------- | ---------- | --------------- | --------------- | --------------- | ------------------ | ------------------ | ------------------ | ----------- | ----------- | ----------- | ------ | ------ |
| 2012-2013          | Auxerre            | L2                 | 25         | 2          | CF+CdL          | 1+1             | 0+1             | -                  | -                  | -                  | -           | -           | -           | 27     | 3      |
| 2013-2014          | Friburgo II        | RL                 | 26         | 3          | -               | -               | -               | -                  | -                  | -                  | -           | -           | -           | 26     | 3      |
| 2014-2015          | Friburgo II        | RL                 | 23         | 2          | -               | -               | -               | -                  | -                  | -                  | -           | -           | -           | 23     | 2      |
| Totale Friburgo II | Totale Friburgo II | Totale Friburgo II | 49         | 5          |                 | -               | -               |                    | -                  | -                  |             | -           | -           | 49     | 5      |
| 2014-2015          | Friburgo           | BL                 | 1          | 0          | CG              | 0               | 0               | -                  | -                  | -                  | -           | -           | -           | 1      | 0      |
| 2015-2016          | Digione            | L2                 | 34         | 9          | CF+CdL          | 1+3             | 1+0             | -                  | -                  | -                  | -           | -           | -           | 38     | 10     |
| 2016-2017          | Tolosa             | L1                 | 35         | 4          | CF+CdL          | 0+2             | 0+1             | -                  | -                  | -                  | -           | -           | -           | 37     | 5      |
| 2017-2018          | Tolosa             | L1                 | 30+2       | 1+1        | CF+CdL          | 1+3             | 0+0             | -                  | -                  | -                  | -           | -           | -           | 36     | 2      |
| 2018-2019          | Tolosa             | L1                 | 34         | 1          | CF+CdL          | 1+0             | 0+0             | -                  | -                  | -                  | -           | -           | -           | 35     | 1      |
| Totale Tolosa      | Totale Tolosa      | Totale Tolosa      | 99+2       | 6+1        |                 | 7               | 1               |                    |                    |                    |             | -           | -           | 108    | 8      |
| 2019-2020          | Celtic             | SP                 | 28         | 4          | SC+CdL          | 4+3             | 0+1             | UCL+UEL            | 2+10               | 0+2                | -           | -           | -           | 47     | 7      |
| 2020-2021          | Celtic             | SP                 | 9          | 1          | SC+CdL          | 0+1             | 0+0             | UCL+UEL            | 2+2                | 1+1                | -           | -           | -           | 14     | 3      |
| 2021-2022          | Celtic             | SP                 | 0          | 0          | SC+CdL          | 1+0             | 0+0             | UCL+UEL+UECL       | 0+0+0              | 0+0+0              | -           | -           | -           | 1      | 0      |
| Totale Celtic      | Totale Celtic      | Totale Celtic      | 37         | 5          |                 | 9               | 1               |                    | 16                 | 4                  |             | -           | -           | 62     | 10     |
| 2022-2023          | Montpellier        | L1                 | 30         | 0          | CF              | 0               | 0               | -                  | -                  | -                  | -           | -           | -           | 30     | 0      |
| 2023-2024          | Montpellier        | L1                 | 20         | 1          | CF              | 1               | 0               | -                  | -                  | -                  | -           | -           | -           | 21     | 1      |
| 2024-2025          | Montpellier        | L1                 | 0          | 0          | CF              | 0               | 0               | -                  | -                  | -                  | -           | -           | -           | 0      | 0      |
| Totale Montpellier | Totale Montpellier | Totale Montpellier | 50         | 1          |                 | 1               | 0               |                    | -                  | -                  |             | -           | -           | 51     | 1      |
| Totale carriera    | Totale carriera    | Totale carriera    | 297        | 29         |                 | 23              | 4               |                    | 16                 | 4                  |             | -           | -           | 336    | 37     |

### Cronologia delle presenze e reti in Nazionale
| Cronologia completa delle presenze e delle reti in nazionale ― Francia under 20 | Cronologia completa delle presenze e delle reti in nazionale ― Francia under 20 | Cronologia completa delle presenze e delle reti in nazionale ― Francia under 20 | Cronologia completa delle presenze e delle reti in nazionale ― Francia under 20 | Cronologia completa delle presenze e delle reti in nazionale ― Francia under 20 | Cronologia completa delle presenze e delle reti in nazionale ― Francia under 20 | Cronologia completa delle presenze e delle reti in nazionale ― Francia under 20 | Cronologia completa delle presenze e delle reti in nazionale ― Francia under 20 |
| Data                                                                            | Città                                                                           | In casa                                                                         | Risultato                                                                       | Ospiti                                                                          | Competizione                                                                    | Reti                                                                            | Note                                                                            |
| ------------------------------------------------------------------------------- | ------------------------------------------------------------------------------- | ------------------------------------------------------------------------------- | ------------------------------------------------------------------------------- | ------------------------------------------------------------------------------- | ------------------------------------------------------------------------------- | ------------------------------------------------------------------------------- | ------------------------------------------------------------------------------- |
| 5-2-2013                                                                        | Créteil                                                                         | Francia under 20                                                                | 2 – 0                                                                           | Portogallo under 20                                                             | Amichevole                                                                      | -                                                                               |                                                                                 |
| 11-6-2013                                                                       | Romorantin-Lanthenay                                                            | Francia under 20                                                                | 3 – 1                                                                           | Grecia under 20                                                                 | Amichevole                                                                      | -                                                                               | 84’                                                                             |
| Totale                                                                          |                                                                                 | Presenze                                                                        | 2                                                                               |                                                                                 | Reti                                                                            | 0                                                                               |                                                                                 |

## Palmarès

### Club

#### Competizioni nazionali
- Coppa di Lega scozzese: 2

Celtic: 2019-2020, 2021-2022
- Campionato scozzese: 2

Celtic: 2019-2020, 2021-2022
- Coppa di Scozia: 1

Celtic: 2019-2020

### Nazionale
- Campionato mondiale Under-20: 1

Turchia 2013